# Ilse van de Burgwal
Ilse van de Burgwal (Achterveld, 30 maart 1983) is een Nederlands rolstoelbadmintonster. Bij de Wereldkampioenschappen van 2011 werd ze wereldkampioene aangepast badminton.

## Carrière
Ilse deed veel aan sport tot haar veertiende, toen ze last kreeg van haar rug en hiervoor geopereerd moest worden. In 2003 raakte ze ernstig gewond door een auto-ongeluk, waarbij een autospiegel een van haar benen doorboorde en vitale spieren en zenuwen raakte. 
Na haar revalidatie besloot Ilse zich op het sporten voor gehandicapten te richten. In 2009 begon ze weer met badmintonnen bij het Aangepast Badminton Utrecht. Samen met haar dubbelpartner Inge Bakker werd ze twee jaar later geselecteerd voor de Wereldkampioenschappen van 2011 in Guatemala.. Bij de finale enkelspel tegen de Koreaanse Yun-Sin Kim werd ze wereldkampioene. Ook won ze een zilveren medaille in het damesdubbel en behaalde ze de tweede plaats in het gemengd dubbel. Vervolgens won ze bij de Europese kampioenschappen van 2012 in Dortmund drie gouden medailles.